# 維沙爾號航空母艦
維沙爾號航空母艦（印地語：विशाल，意思指「巨人」；英語：Vishal，代號：IAC-II）是目前還在處於設計階段的維克蘭特級航空母艦二號艦，由科欽造船廠承建，並服役於印度海軍。該艦是印度海軍至今為止最大型的軍艦項目，也可能是印度首艘採用核動力推進的航空母艦，所以至項目訂立伊始該項目便吸引了外國媒體的關注。

## 設計
維沙爾號最早可追溯於2011年4月，當時印度海軍上將尼爾默爾·庫馬爾·維爾馬（Nirmal Kumar Verma）對外表示，國產航空母艦（IAC）二號艦將會是海軍幾年以內高配額預算的優先項目。而設計工作則開始於2012年，由印度海軍設計局（Naval Design Bureau）承擔。當時海軍設計局決定不再尋求獨自設計和實施該項目，改由對外尋求援助。根據一些媒體公開的資料顯示，維沙爾號的設計將與一號艦有著很大程度的分別，例如排水量將提升至65,000噸，裝備電磁彈射器和採用核動力推進系統。其後在2015年5月13日，印度國防採購委員會（DAC）批出30億印度盧比予維沙爾號的初期建設工作。
2015年5月7日，印度海軍參謀長上將羅賓K.道萬曾表示：「印度第二艘國產航母計劃是開放的，甚麼可能性也沒有被排除，包括裝備核動力系統或常規推進系統。」隨後印度政府與美國簽署了一項關於組成「航母建造工作小組」以確定雙方合作的領域的協議。後來在2015年7月15日，印度海軍設計局同時向英國的航太系統（BAE）、法國的DCNS、俄羅斯的國防出口公司和美國的洛克希德·马丁發出需求函（LoR），邀請他們協助印度海軍設計新型航母，而美國此後也曾多次表示能提供電磁彈射器等關鍵技術予印度，不過美印之間至今依然沒曾簽訂過關於上述事項的初步合作協議。
在2020年12月初，印度海軍表示，將會向政府正式提出獲得第三艘航空母艦（即IAC-2）的需求（前提是印度經濟總體產值達到5兆美元）；此時，英國正積極向印度推銷伊麗莎白女王級航空母艦的設計，作為印度規劃中的第三艘航空母艦（INS Vishal）的選項。英國首相波里斯.強森（Boris Johnson）會在2021年1月26日訪問印度，商討關於商業合作、COVID19疫苗以及國防戰略合作等項目。

## 艦載機
對於維沙爾號可能採用的艦載戰鬥飛機至今仍然不為外界所知，而官方也未曾就這一問題發表過評論，但大多數專家均認為，維沙爾號可能搭載印度國產的光輝戰鬥機（Tejas）、先進中型戰機（AMCA）和輝光無人作戰飛機（AURA）。